# Bentley Continental
Bentley Continental est le nom donné à différents modèles d'automobiles de la marque Bentley.

## 1952 à 1965
- 1952 Bentley Continental Mark VI
- 1952–1955 Bentley R Continental
- 1957–1966 Bentley S Continental Flying Spur
- 1955–1959 Bentley Continental S1
- 1959–1962 Bentley Continental S2
- 1962–1965 Bentley Continental S3

## 1984 à 2002
- 1984–1995 Bentley Continental
- 1991–2002 Bentley Continental R
- 1994–1995 Bentley Continental S
- 1996–2002 Bentley Continental T
- 1998–2000 Bentley Continental SC

## Depuis 2002
- 2002–2017 Bentley Continental GT I
- 2005–2013 Bentley Continental Flying Spur
- 2018–Bentley Continental GT II

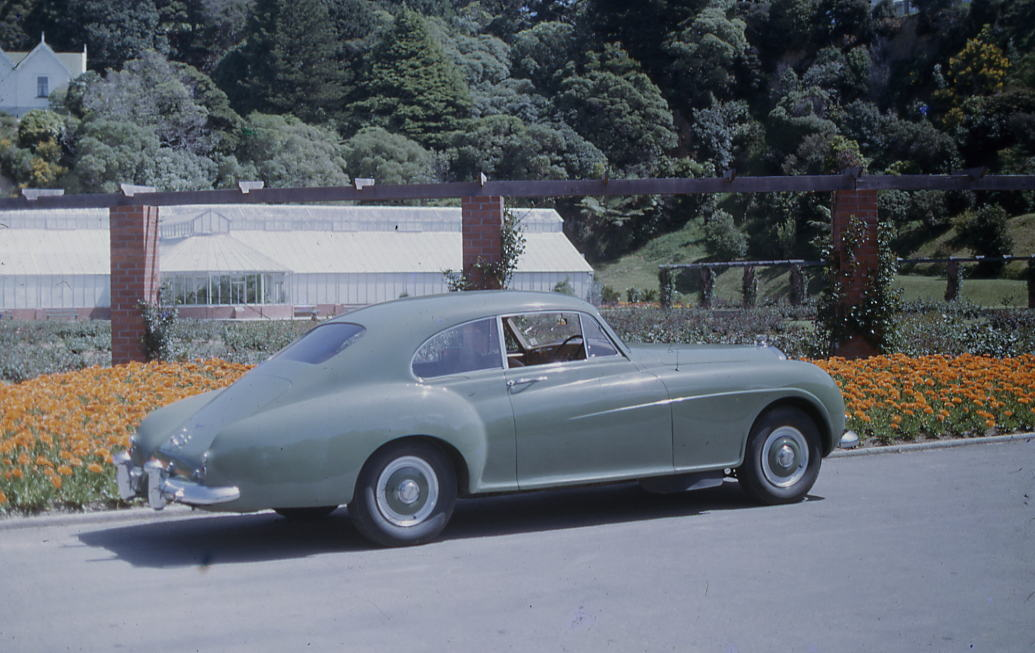
Bentley Continental 1952-1955 H J Mulliner
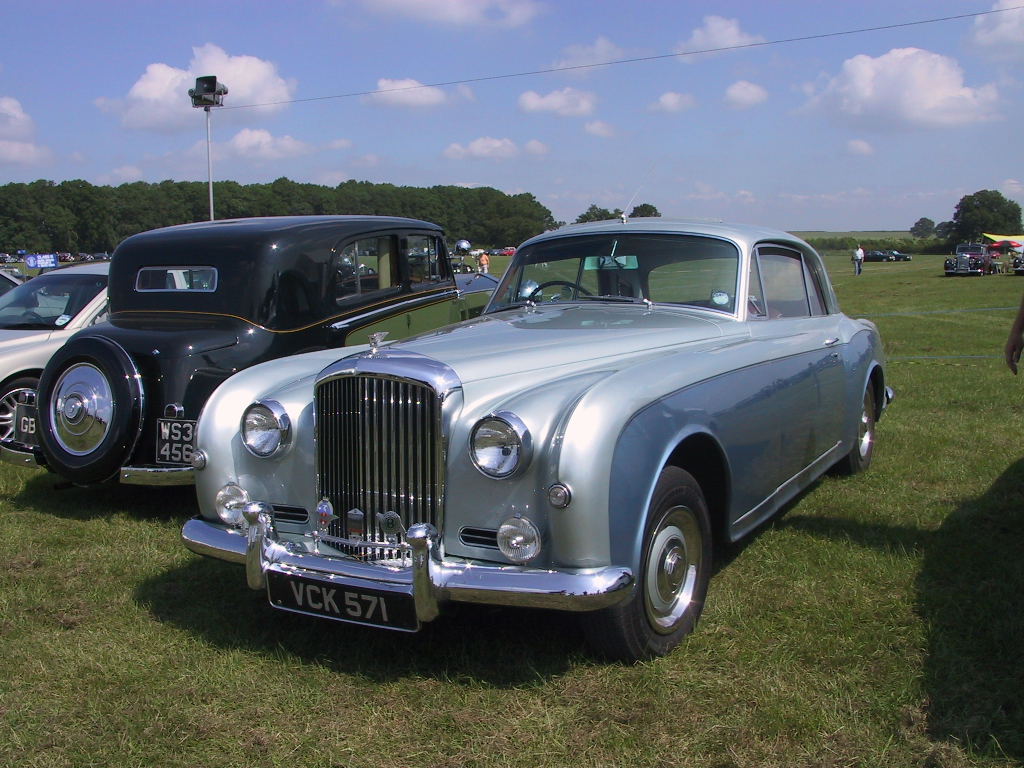
Bentley Continental S1 Park Ward 1957
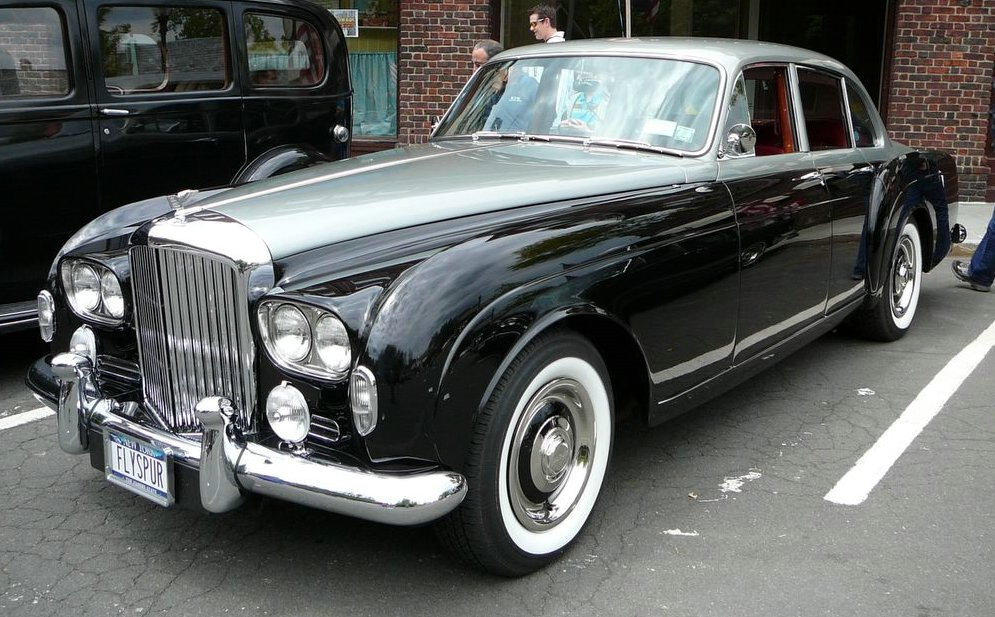
Bentley Continental S3 Flying Spur H J Mulliner 1962

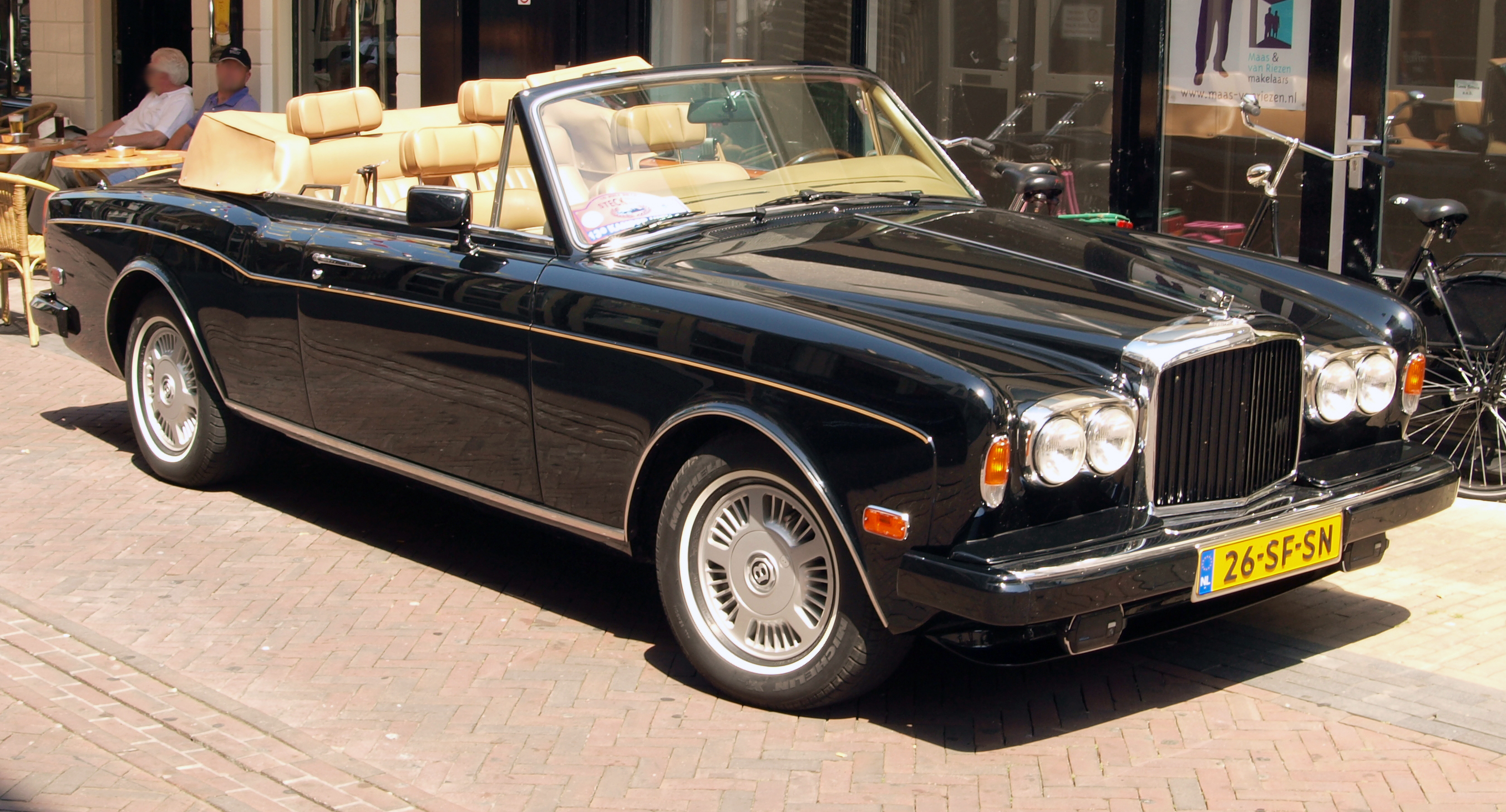
1988 Bentley Continental
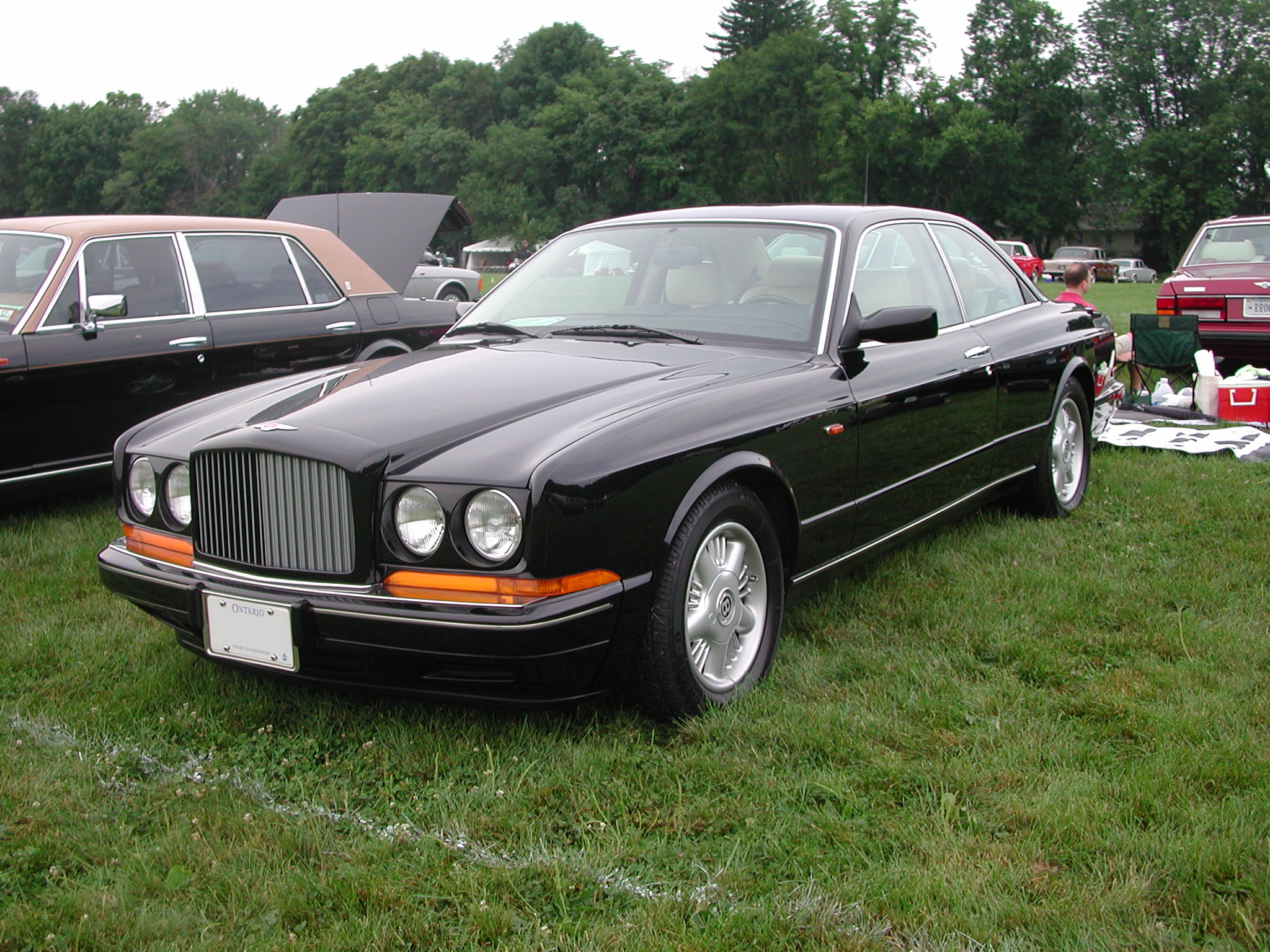
1998 Bentley Continental R
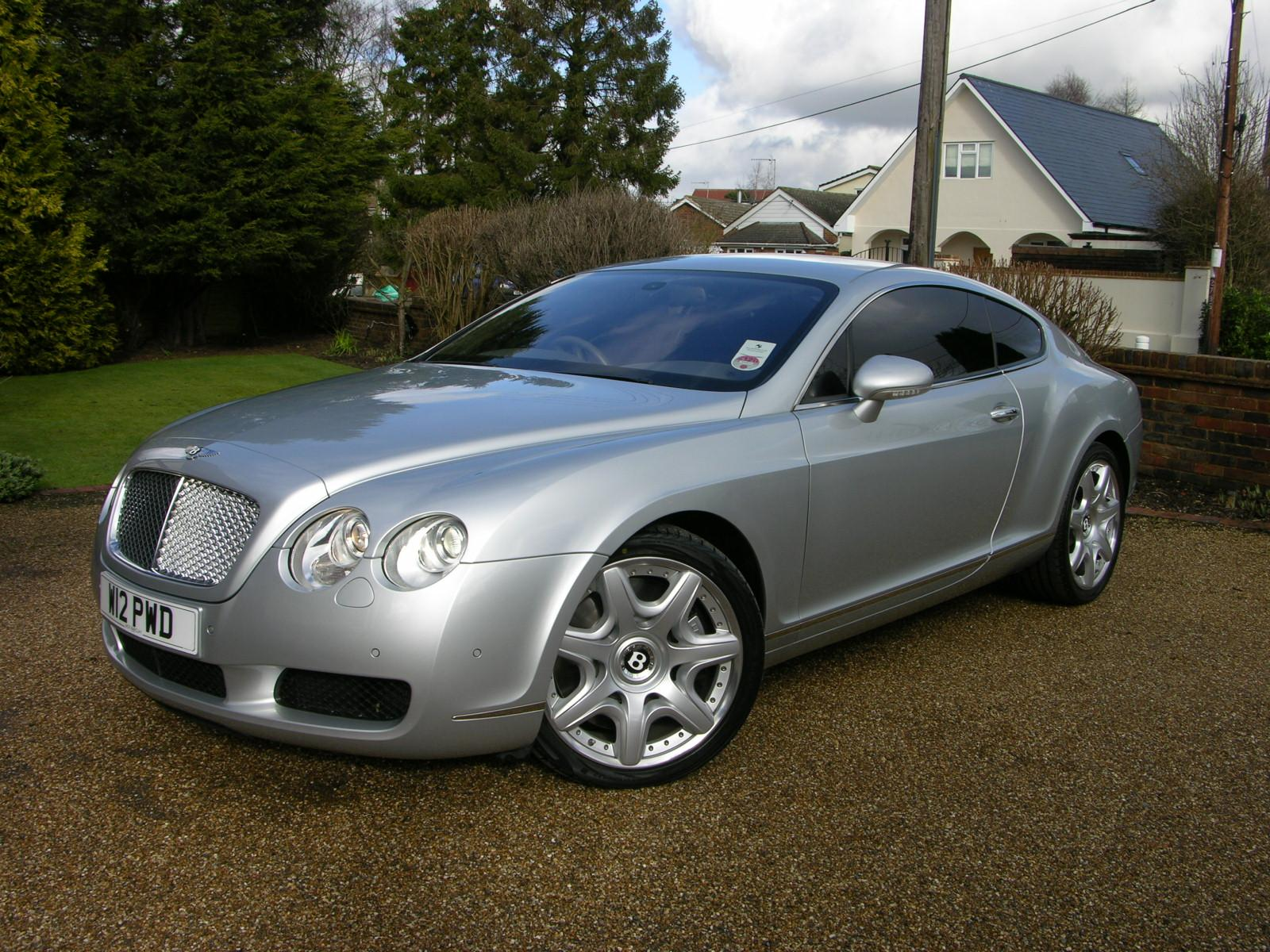
2005 Bentley Continental GT